# کارلن وارطانیان
کارلن سارگیسی وارطانیان (روسی: Карлен Саркисович Вартанян؛ زادهٔ ۲۶ ژوئیهٔ ۱۹۹۳) بازیکن فوتبال ارمنی‌تبار اهل روسیه است.

## باشگاهی
از باشگاه‌هایی که در آن بازی کرده‌است می‌توان به باشگاه فوتبال روستوف اشاره کرد.